# Institut Pierre-Mendès-France
Pour les articles homonymes, voir Mendès France.
 (décembre 2019).
Si vous disposez d'ouvrages ou d'articles de référence ou si vous connaissez des sites web de qualité traitant du thème abordé ici, merci de compléter l'article en donnant les références utiles à sa vérifiabilité et en les liant à la section « Notes et références ».
L’Institut Pierre-Mendès-France est une association sans but lucratif reconnue d’utilité publique, créée en juin 1985, qui a pour objet de permettre l’accès à une documentation sur l’action et la vie de Pierre Mendès France.

## Description
L’Institut s’attache à permettre des études, des travaux ou des réalisations qui s’inscrivent dans les conceptions défendues par Pierre Mendès France (1907-1982). 
Pour atteindre cet objectif, il accueille les personnes (chercheurs, étudiants, militants) qui désirent travailler sur la vie ou l’œuvre de Mendès France. Les archives (95 mètres linéaires, 650 cartons, constitués par Pierre Mendès France et appartenant à son fils Michel) ont été transférées en 2014  aux Archives Nationales site de Pierrefitte  .
Il contribue à l’organisation de conférences, de débats et de colloques. Il édite des actes de colloques, et diffuse des textes des conférences qu'il organise sur le site www.mendes-france.fr  
Une exposition de photos est à la disposition des institutions qui souhaitent la présenter, en France ou à l’étranger.

## Présidents
- Stéphane Hessel (1985-1987)
- Claude Cheysson (1987-1991)
- Pierre Bérégovoy (1991-1993)
- Jean-Denis Bredin (1993-1997)
- Marie-Claire Mendès France (1997-2004)
- Michel Mendès France (2004-2007)
- Éric Roussel (2007- 2015)
- André Azoulay (2015-2021)[1]
- François Loncle (depuis 2021)